# Льюїс (округ, Нью-Йорк)
Шаблон:StateAbbr_ 43°47′ пн. ш. 75°27′ зх. д. / 43.79° пн. ш. 75.45° зх. д.
О́круг Лью́їс (англ. Lewis County) — округ (графство) у штаті Нью-Йорк, США. Ідентифікатор округу 36049.

## Історія
Округ утворений 1805 року.

## Демографія
За даними перепису
2000 року
загальне населення округу становило 26944 осіб, зокрема міського населення було 3386, а сільського — 23558.
Серед мешканців округу чоловіків було 13379, а жінок — 13565. В окрузі було 10040 домогосподарств, 7307 родин, які мешкали в 15134 будинках.
Середній розмір родини становив 3,12.
Віковий розподіл населення поданий у таблиці:
| Стать    | До 15 років | 15-21 | 22-29 | 30-39 | 40-49 | 50-65 | 65-85 | Понад 85 |
| -------- | ----------- | ----- | ----- | ----- | ----- | ----- | ----- | -------- |
| Чоловіки | 3026        | 1412  | 1125  | 1960  | 2169  | 2071  | 1484  | 132      |
| Жінки    | 2980        | 1344  | 1153  | 1910  | 2103  | 1981  | 1783  | 311      |

## Суміжні округи
- Сент-Лоуренс — північ
- Геркаймер — схід
- Онейда — південь
- Освіго — захід
- Джефферсон — північний захід

## Виноски
1. ↑  U.S. Decennial Census. United States Census Bureau. Архів оригіналу за 19 липня 2018. Процитовано 5 січня 2015.
2. ↑  Historical Census Browser. University of Virginia Library. Архів оригіналу за 11 серпня 2012. Процитовано 5 січня 2015.
3. ↑  Population of Counties by Decennial Census: 1900 to 1990. United States Census Bureau. Архів оригіналу за 19 лютого 2015. Процитовано 5 січня 2015.
4. ↑  Census 2000 PHC-T-4. Ranking Tables for Counties: 1990 and 2000 (PDF). United States Census Bureau. Архів оригіналу (PDF) за 18 грудня 2014. Процитовано 5 січня 2015.
5. ↑  State & County QuickFacts. United States Census Bureau. Архів оригіналу за 7 червня 2011. Процитовано 12 жовтня 2013.(англ.) Наведено за англійською вікіпедією.
6. ↑  American FactFinder. Бюро перепису населення США. Архів оригіналу за 26 лютого 2012. Процитовано 31 січня 2008.

| США | Це незавершена стаття з географії США. Ви можете допомогти проєкту, виправивши або дописавши її. |